# 월드 포커 투어

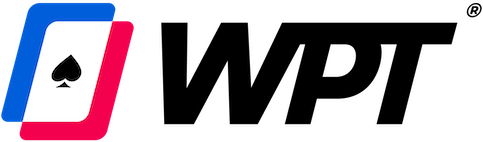

월드 포커 투어(World Poker Tour, WPT)는 세계를 전전하고 열리는 텍사스 홀덤의 포커 대회이다. 2002년 5월 27일, 미국에서 창설되었다.